# Rudolf Bergander
Rudolf Bergander (* 22. Mai 1909 in Meißen; † 10. April 1970 in Dresden) war ein deutscher Maler und Rektor der Hochschule für Bildende Künste Dresden.

## Leben

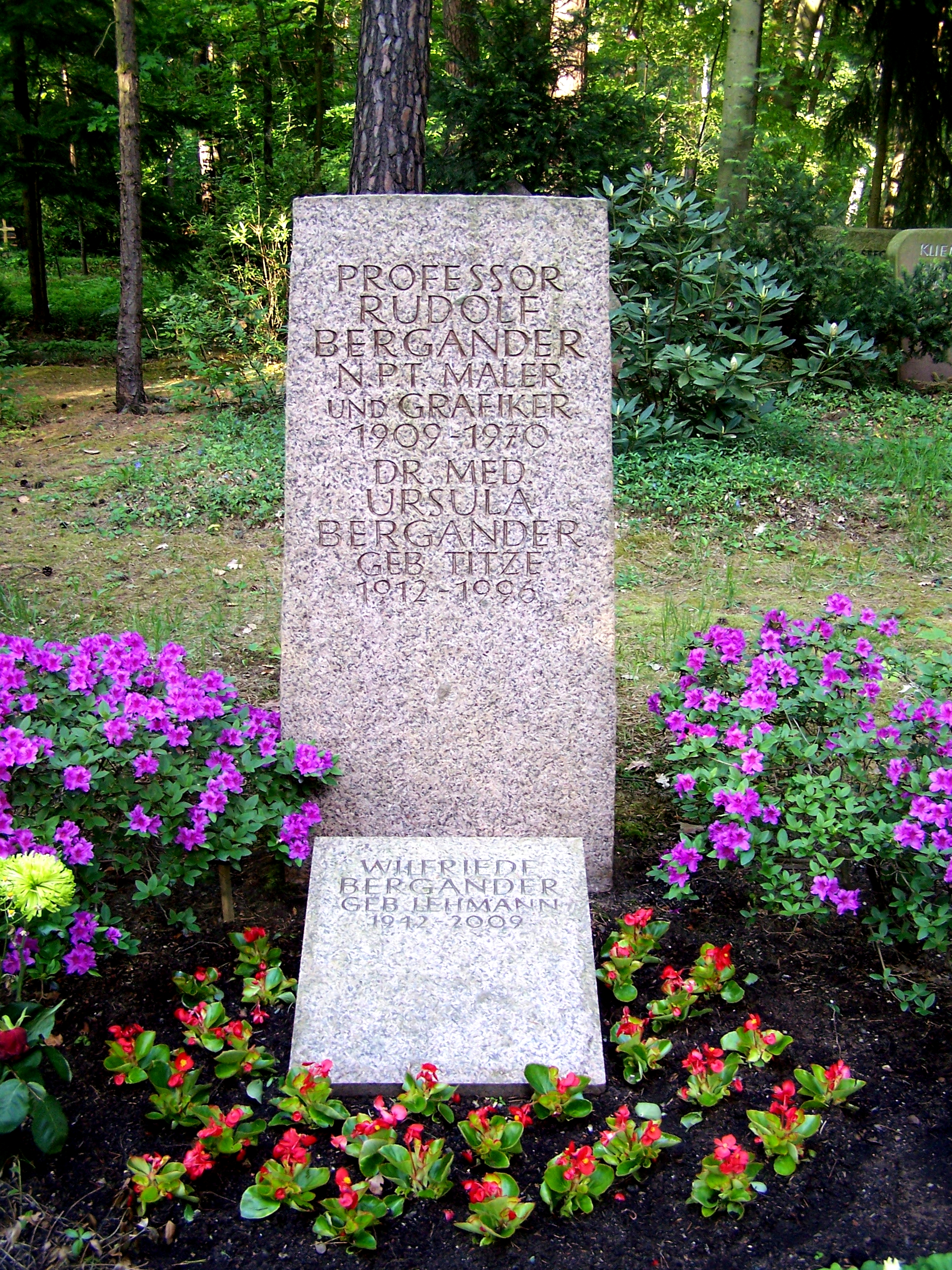
Die Grabstätte von Rudolf Bergander und Ursula Bergander auf dem Heidefriedhof

Bergander absolvierte ab 1923 eine Ausbildung zum Porzellanmaler und arbeitete in der Staatlichen Porzellanmanufaktur Meißen. Von 1928 bis 1932 studierte er an der Akademie für Bildende Künste Dresden bei Richard Müller und als Meisterschüler bei Otto Dix. Seit 1928 war er Mitglied der KPD, ab 1929 Mitglied der Assoziation revolutionärer bildender Künstler. Von 1933 bis 1940 lebte er als freischaffender Künstler in Meißen. Das Adressbuch verzeichnet ihn  1939 in der Gustav-Graf-Straße 10.
Am 12. September 1939 beantragte Bergander die Aufnahme in die NSDAP und wurde zum 1. Januar 1940 aufgenommen (Mitgliedsnummer 7.937.004).
Er war u. a. 1940 auf der Ausstellung des Dresdner Künstlerbunds „Erste Ausstellung Kriegsjahr 1940“ in Dresden und 1940 und 1941 auf den Großen Deutschen Kunstausstellungen in München mit zwei Bildern vertreten, die der Nazi-Ideologie gerecht wurde, 1940 mit dem Ölgemälde "Trommel und Fahne". Bis 1945 war Bergander Kartenzeichner bei der Wehrmacht.
Nach dem Krieg trat Bergander 1946 der SED bei. 1947 wurde er Mitglied der Dresdner Künstlergemeinschaft „Das Ufer“. Bis zur Tätigkeitsaufnahme als Dozent für Malerei an der Hochschule für Bildende Künste in Dresden 1949 war Bergander freischaffend tätig. Er war von 1949 bis 1973 auf allen Deutschen Kunstausstellungen bzw. Kunstausstellungen der DDR in Dresden vertreten. 1951 wurde er zum Professor berufen. Im selben Jahr unternahm er eine Studienreise nach Bulgarien. 1955/56 begab er sich zu Studienzwecken nach Italien. Von 1952 bis 1958 und 1964/65 war er Rektor der Hochschule für Bildende Künste in Dresden. Seit 1961 war er Mitglied und ständiger Sekretär für bildende Kunst der Deutschen Akademie der Künste.
Die Trauerfeier für Bergander fand am 20. April 1970 im Gobelinsaal der Staatlichen Museen Dresden statt. Bergander ist gemeinsam mit seiner Frau, der Frauenärztin Ursula Bergander, auf dem Heidefriedhof in Dresden bestattet.

## Einzelausstellungen (Auswahl)
- 1957:  Berlin, Deutsche Akademie der Künste
- 1959: Dresden, Albertinum (Malerei, Zeichnung, Graphik)
- 1964: Rostock, Staatliches Museum (Malerei und Graphik)
- 1969: Dresden, Albertinum (Malerei, Zeichnung, Graphik)
- 1969: Nationalgalerie Berlin/DDR (Malerei, Zeichnung, Graphik)

## Werke in Museen und öffentlichen Sammlungen (Auswahl)
- Altenburg (Thüringen), Lindenau-Museum (Geschwister Walcha, Ölgemälde, 1936)[6]
- Berlin, Nationalgalerie (u. a.: Schneeballschlacht / Im Schnee, Ölgemälde; 1960)[6]
- Berlin, Kupferstichkabinett (Sitzende Frau, Kreidezeichnung, 1931)[6]
- Chemnitz, Museum Gunzenhauser (Unsere Trümmerfrauen, Ölgemälde, 1955)
- Chemnitz, Städtische Kunstsammlung (Frühlingstag, Ölgemälde, 1963)[6]
- Dresden, Gemäldegalerie Neue Meister (u. a.: Hausfriedenskomitee, Ölgemälde, 1959)[6]
- Dresden, Sammlung der Hochschule für Verkehrswesen Friedrich List (Bildnis des ehemaligen Rektors der Hochschule für Verkehrswesen Prof. Rehbein, Ölgemälde)[6]
- Erfurt, Angermuseum (Blick auf Meißen, Ölgemälde, 1940)[6]
- Frankfurt (Oder), Museum Junge Kunst (u. a.: Trümmerfrauen, Ölgemälde, 1954)[6]
- Gera, Kunstsammlung Gera, Otto-Dix-Haus (Trümmerfrau, Zeichnung mit Graphit und Kohle, 1954)[6]
- Halle (Saale), Staatliche Galerie Moritzburg (u. a.: Gudrun, Ölgemälde, 1933)[7]
- Schwerin, Staatliches Museum Schwerin (Schularbeiten, Ölgemälde, 1962)[6]

## Ehrungen (Auswahl)
- 1956: Nationalpreis der DDR III. Klasse
- 1962: Vaterländischer Verdienstorden in Bronze
- 1964: Banner der Arbeit
- 1966: Kunstpreis des FDGB
- 1969: Johannes- R.- Becher-Medaille
- 1969: Martin-Andersen-Nexö-Kunstpreis der Stadt Dresden
- 1969: Vaterländischer Verdienstorden in Silber
- Held der Arbeit der DDR